# Naiade (traghetto)
Il Naiade è un traghetto appartenente alla compagnia di navigazione italiana Caremar.

## Caratteristiche
L'unità fa parte della Classe Sibilla: un lotto di 8 navi gemelle costruite tra la fine degli anni '70 e la metà degli anni '80.
La nave dispone di servizi essenziali in virtù dei servizi locali coperti: bar, ristorante, sala TV e solarium sul ponte esterno. Gli ambienti interni sono inoltre dotati di impianto di aria condizionata. La capacità di trasporto è pari a circa 1000 passeggeri e 60 automobili.
La propulsione è affidata ad una coppia di motori GMT 4S da 12 cilindri in grado di erogare una potenza complessiva di 3.706 kW; la velocità massima raggiungibile è pari a 17 nodi.
Nel marzo del 2017 il traghetto ha subito vari interventi presso i cantieri Nuova Meccanica Navale di Napoli, che hanno incluso il completo ricondizionamento dei motori per renderli meno inquinanti e più efficienti. Sono state inoltre installate moderne zattere autogonfiabili in luogo delle vecchie lance a remi e rivisti completamente gli interni.

## Servizio
Varato il 24 febbraio 1979 nei Nuovi Cantieri Apuania di Marina di Carrara con il nome di Naiade e consegnato il 25 febbraio 1980 alla Caremar, prende servizio a marzo nei collegamenti tra Napoli, Procida, Ischia e Pozzuoli, dove opera tutt'oggi. Saltuariamente opera anche nei collegamenti tra Napoli e Capri.

## Incidenti
Il 20 maggio 2012, durante le manovre di ormeggio a Procida, entra violentemente in collisione con la banchina del porto di Marina Grande a causa di un guasto ai comandi degli invertitori. Circa 10 dei 172 passeggeri hanno riportato ferite e contusioni varie. I soccorsi, coordinati dal maresciallo della Guardia Costiera e da un maresciallo dei Carabinieri, hanno consentito il rapido trasporto dei feriti presso il locale presidio sanitario. La Capitaneria di porto ha successivamente aperto un’inchiesta per accertare la dinamica e le cause del sinistro. Solo per una passeggera, che ha accusato un trauma cranico, si è reso necessario il ricovero e successivamente il trasferimento presso l’ospedale La Schiana di Pozzuoli.